# Joan Mitchell
Joan Mitchell (Chicago,  12 februari 1925 – Parijs, 30 oktober 1992) was een Amerikaanse schilderes. Ze was een bekende vertegenwoordigster van het abstract expressionisme.

## Leven en werk
Mitchell studeerde kunst in Northampton (Massachusetts), aan het Art Institute of Chicago in Chicago en de Columbia-universiteit in New York. Ook volgde zij colleges aan de Hans Hofmann's School. Van 1948 tot 1950 kon zij dankzij een stipendium in Parijs leven. Daar huwde zij in 1949 de uitgever Barney Rosset (Grove Press). Zij keerden in 1950 terug naar New York, waar zij als een van de weinige vrouwen al snel deel uitmaakte van de avant-gardistische New York School. Zij was nauw bevriend met Willem de Kooning en Franz Kline. Na haar scheiding van Rosset in 1952 leerde zij in Parijs, omstreeks 1955/1956, de Canadese schilder Jean-Paul Riopelle kennen, met wie zij tot 1979 min of meer samenleefde, eerst in Parijs, later  in Vétheuil. 
In tegenstelling tot het hardere werk van andere abstract expressionisten, zoals de drippings van action painter Jackson Pollock, was het werk van Mitchell lyrischer, meer landschappelijk. In 1959 werd Joan Mitchell uitgenodigd voor documenta II in Kassel. 
Joan Mitchell stierf in 1992 in Frankrijk, waar zij een groot deel van haar leven had doorgebracht. 